# El Ojite, San Felipe Orizatlán
El Ojite är en ort i Mexiko.   Den ligger i kommunen San Felipe Orizatlán och delstaten Hidalgo, i den sydöstra delen av landet, 220 km norr om huvudstaden Mexico City. El Ojite ligger 154 meter över havet och antalet invånare är 182.
Terrängen runt El Ojite är platt åt sydost, men åt nordväst är den kuperad. Terrängen runt El Ojite sluttar österut. Runt El Ojite är det ganska tätbefolkat, med 96 invånare per kvadratkilometer. Närmaste större samhälle är Tampacan, 15,6 km väster om El Ojite. Omgivningarna runt El Ojite är en mosaik av jordbruksmark och naturlig växtlighet.